# Андреєв Віктор Семенович
Ві́ктор Семе́нович Андре́єв (* 16 вересня 1905, Харків — † 1988, Москва) — український та російський архітектор радянських часів.

## Біографія
Народився у Харкові. 1930 року закінчив навчання в Харківському художньому інституті, педагогом був С. Серафімов.
Протягом 1943–1957 років викладав в Московському архітектурному інституті.
З 1962 року керував забудовами московських районів Медведково та Свіблово.

## Доробок
Серед зпроектованих будов:
- друкарня у Харкові — 1933–1934 — у колективі,
- Павільйон механізації («Космос») на Всесоюзній сільськогосподарській виставці — 1937–1938, у співавторстві,
- Адміністративна будівля Державного комітету Ради Міністрів СРСР по науці та техніці, Москва, Тверська вулиця — 1949,
- Виставковий павільйон СРСР — Відень, 1952,
- Будівля посольства ЧССР — 1952–1954, Москва,
- Виставковий павільйон СРСР — 1953–1954, Пекін — сучасне посольство РФ,
- Пам'ятник Юрію Долгорукому — Тверська площа, разом з А. П. Антроповим, С. М. Орловим, М. Л. Штаммом, 1954,
- Реконструкція павільйону «Механізація та електрифікація сільського господарства СРСР», Всеросійський виставковий центр, — разом з І. Г. Тарановим, 1954,
- Палац радянсько-китайської дружби в Шанхаї, 1954–1955,
- Будівля посольства Китайської Народної Республіки — 1956–1959, Москва,
- Будинок посольства СРСР в Софії, 1973, в колективі авторів,
- Готель «Космос» на проспекті Миру, Москва, 1979 — у співавторстві.
- Будинок політосвіти, Москва, в колективі авторів.

Похований на Ваганьковському цвинтарі.

## Нагороди
- 1950 — лауреат Сталінської премії третього ступеня — за архітектуру адміністративної будівлі по вулиці Горького в Москві
- 1978 — народний архітектор СРСР
- Нагороджений двома орденами Трудового Червоного Прапора та медалями.